# Crucea Militară (Polonia)
Crucea Militară (în poloneză Krzyż Wojskowy) este o decorație militară acordată soldaților Forțelor Armate Poloneze, precum și civililor pentru acțiuni meritorii împotriva terorismului sau care au participat în misiuni de menținere și stabilizare a păcii. Este echivalentul non-război al Crucii Vitejiei.

## Istoria
Crucea Militară a fost înființată prin legea din 14 iunie 2007, care a modificat legea din 16 octombrie 1992 privind medaliile și decorațiile. Această lege a dus la crearea ordinului Crucii Militare, alături de Crucea Militară de Merit, Crucea Forțelor Navale de Merit, Crucea Forțelor Aeriene de Merit și Medalia Serviciul Credincios. Schimbarea a fost implementată pe 9 octombrie 2007. Conform legii anterior menționate, „Crucea Militară are distincția de a răsplăti pentru acte de vitejie și curaj făcute în timpul operațiunilor împotriva actelor de terorism în țară sau în timpul utilizării Forțelor Armate Poloneze în afara țării în timp de pace”. În ordinea de prioritate a decorațiilor poloneze se situează după Crucea Vitejiei și Crucea de Merit pentru Curaj.

## Eligibilitate
Crucea Militară este o distincție acordată de Președintele Poloniei, din proprie inițiativă sau la cererea Ministrului Apărării sau a Ministrului Afacerilor Interne. De asemenea, președintele are dreptul de a retrage distincția. Crucea trebuie să fie acordată nu mai târziu de trei ani după încheierea operațiunilor de luptă și poate fi acordată pentru orice persoană de până la patru ori. Crucea Militară poate fi acordată soldaților, polițiștilor, ofițerilor de la Agenția de Securitate Internă, Agenția de Informații, Serviciul de Informații Militare, Serviciul de Contraspionaj Militar, Biroul Central Anticorupție, Biroul de Protecție al Guvernului, grănicerilor și pompierilor.
| Barete Crucea Militară | Barete Crucea Militară | Barete Crucea Militară | Barete Crucea Militară |
| ---------------------- | ---------------------- | ---------------------- | ---------------------- |
| Prima atribuire        | A 2-a atribuire        | A 3-a atribuire        | A 4-a atribuire        |